# Jan Denuwelaere
Jan Denuwelaere, né le 9 avril 1988 à Poperinge, est un coureur cycliste belge, spécialiste du cyclo-cross. 

## Biographie
Il décroche sa principale victoire lors de la saison 2012-2013, lorsqu'il remporte la 4e manche du Trophée Banque Bpost après disqualification de Zdeněk Štybar. En effet ce dernier, à l'issue d'un sprint houleux, enferme Denuwelaere contre les barrières, étant alors victime d'une chute impressionnante.

## Palmarès en cyclo-cross
- 2008-2009
  - Kasteelcross, Zonnebeke
  - Trofee Gva espoirs #7, Lille
- 2009-2010
  - Superprestige espoirs #7, Zonhoven
  - 2e du championnat de Belgique de cyclo-cross espoirs
- 2011-2012
  - Versluys Cyclo-cross, Bredene
- 2012-2013
  - Trophée Banque Bpost #4 - GP Rouwmoer, Essen
- 2014-2015
  -  Champion de Belgique de cyclo-cross élites sans contrat
- 2015-2016
  - 2e du championnat de Belgique de cyclo-cross élites sans contrat